# Adrián Palomares Villaplana
Adrián Palomares Villaplana (Carcaixent, Ribera Alta, 18 de febrer de 1976) és un ciclista valencià, que fou professional entre 2000 i 2013. De la seva carrera esportiva els seus principals èxits foren les victòries al Trofeu Joaquim Agostinho i al GP Correios de Portugal.

## Palmarès
- 1999
  - Vencedor d'una etapa de la Volta a Toledo
- 2001
  - 1r al Trofeu Joaquim Agostinho
- 2007
  - Vencedor d'una etapa de la Regio-Tour
  - Vencedor d'una etapa de la Volta a la Gran Bretanya
- 2009
  - 1r al GP Correios de Portugal i vencedor d'una etapa
- 2012
  - Vencedor d'una etapa de la Volta a Xile

### Resultats a la Volta a Espanya
- 2009. 45è de la classificació general
- 2011. 114è de la classificació general. Vencedor del Premi de la combativitat
- 2012. 112è de la classificació general